# Calino dompteur par amour
Pour plus de détails, voir Fiche technique et Distribution.
Calino dompteur par amour est un court métrage muet français, tourné en 1912 par Jean Durand.

## Synopsis
Calino, ne pouvant résister au beau sexe, suit une élégante dame jusqu'à une place où s'est installé un chapiteau. Le directeur du cirque et amant de la belle dame, arrive à l'improviste. Elle lui fait croire que Calino veut apprendre le métier de dompteur. Le directeur accepte. 
Le soir de la représentation, Calino entre dans la cage aux lionnes, mais il s'affole et quitte l'endroit en laissant la porte ouverte. Panique chez les spectateurs et dans les environs.

## Fiche technique
- Réalisation : Jean Durand
- Société de production : Société des Établissements L. Gaumont
- Pays : France
- Format : Muet - Noir et blanc - 1,33:1 - 35 mm
- Métrage : 134 m, pour une version en DVD de 6 min 40 s
- Genre :  Comédie
- Durée : 4 minutes 30
- Date de sortie : 
  -  France : 3 mai 1912

## Distribution
- Clément Mégé : Calino
- Gaston Modot : Un hercule du cirque pendant la parade
- Berthe Dagmar : La femme du directeur du cirque
- Edouard Grisollet : Le directeur du cirque Rigatoni
- Ahmed Ben Amar : Le dompteur du cirque
- Jean Durand : Un homme dans le public
- Madame Bréon : Une dame du public affolée
- Ernest Bourbon : Un homme attablé
- Jacques Beauvais : Un spectateur affolé
- Eugène Bréon (sous réserve) : L'homme qui gifle Calino à la fin du film
- Les lionnes Bellone et Coralie